# Germán Madroñero López
Germán Madroñero López   (25 de maig de 1887 - segle XX) va ser un militar espanyol que va participar en la Guerra civil espanyola.

## Biografia
El juliol del 1936 es trobava destinat en el Regiment d'Infanteria «Wad-Ras» núm. 1, on ostentava el rang de comandant. Després de l'esclat de la guerra es va mantenir lleial a la República. A la fi de 1936 va assumir el comandament de la 17a Brigada Mixta en el front de Madrid, amb la qual va participar en la batalla del Jarama. Va arribar a ostentar el comandament de la 65a Brigada Mixta, molt breument; entre març i novembre de 1937 va exercir la prefectura de la 103a Brigada Mixta.
Va arribar a aconseguir la graduació de tinent coronel. L'abril del 1938 va ser nomenat comandant de la 38a Divisió del VIII Cos d'Exèrcit. Va arribar a prendre part en els combats de la bossa de Mèrida, durant els quals va manar una agrupació formada per la 38a Divisió. No obstant això, seria destituït pel mal acompliment de la seva unitat.